# Puchar Trzech Narodów 2000
Puchar Trzech Narodów 2000 (2000 Tri Nations Series) – piąta edycja Pucharu Trzech Narodów, corocznego turnieju w rugby union rozgrywanego pomiędzy zrzeszonymi w SANZAR trzema najlepszymi zespołami narodowymi półkuli południowej – Australii, Nowej Zelandii i RPA. Turniej odbywał się systemem kołowym pomiędzy 15 lipca a 26 sierpnia 2000.
Edycja ta okrzyknięta została najlepszą w historii tych zawodów, przyczyniły się do tego dramatyczne i wyrównane pojedynki – cztery z sześciu meczów zakończyły się różnicą mniejszą niż siedem punktów, a wynik trzech z nich został ustalony w ostatniej akcji meczu.
Reprezentacja Australii przystępowała do turnieju jako zdobywca Pucharu Świata rok wcześniej. W pierwszym meczu Wallabies podejmowali w Sydney Nowozelandczyków. Rekordowa publiczność 109 878 osób oglądających to spotkanie na Stadium Australia była świadkiem emocjonującego pojedynku, uważanego za jeden z najlepszych w historii tego sportu. Po ośmiu minutach All Blacks po trzech podwyższonych przyłożeniach i jednym karnym prowadzili 24-0, jednak Australijczycy jeszcze przed przerwą doprowadzili do remisu, tuż po przerwie po kolejnym karnym wychodząc na prowadzenie 27-24. Nowozelandczycy natychmiast odpowiedzieli kolejnym przyłożeniem, następnie obie drużyny strzeliły dodatkowo po jednym karnym. Wynik wydawał się ustalony, gdy na trzy minuty przed końcem regulaminowego czasu gry Wallabies zdobyli kolejne przyłożenie ponownie obejmując prowadzenie, jednakże już w doliczonym czasie gry Jonah Lomu zdobył przyłożenie na wagę zwycięstwa dla Nowej Zelandii.
Następne dwa mecze były rozegrane przez RPA na wyjeździe – Springboks wyraźnie przegrali oba pojedynki, z Nową Zelandią i Australią.
Oddany do użytku kilka miesięcy wcześniej Westpac Stadium w Wellington był areną rewanżowego pojedynku między All Blacks a Wallabies, którego stawką była nie tylko pozycja lidera w tabeli Pucharu, lecz też Bledisloe Cup. Australijczycy rozpoczęli spotkanie od dwóch przyłożeń, a tym samym odpowiedzieli rywale. Prowadzenie zmieniało się jeszcze kilkukrotnie, a celny karny wykonany przez kapitana Wallabies, Johna Ealesa, już w doliczonym czasie gry dał Australijczykom jednopunktową wygraną, a zarazem obronę Bledisloe Cup i utrzymanie szans na wygranie Pucharu Trzech Narodów. Rozżaleni nowozelandzcy kibice obrzucili arbitra tego meczu, Jonathana Kaplana plastikowymi butelkami obwiniając go o zbytnie przedłużenie czasu gry.
Kolejne dwa spotkania odbyły się w Republice Południowej Afryki. W pierwszym gospodarze podejmowali ekipę Nowej Zelandii na Ellis Park w Johannesburgu. Po dramatycznym meczu, w którym prowadzenie zmieniało się sześciokrotnie, Nowozelandczycy odrobili dwudziestopunktową stratę, a łącznie zdobyto dziesięć przyłożeń, Springboks przełamali passę czterech kolejnych porażek.
Przy porażce All Blacks Australijczykom do triumfu w całych zawodach wystarczał remis. Jednak w kończącym rywalizację spotkaniu w Durbanie pokonali RPA 19-18, ponownie – w drugim meczu z rzędu – zapewniając sobie zwycięstwo dzięki celnie wykonanemu karnemu w ostatniej akcji meczu, tym razem przez Stirlinga Mortlocka. Tym samym Wallabies zdobyli Puchar Trzech Narodów po raz pierwszy w historii.

## Tabela
| Pozycja | Zespół            | Mecze     | Mecze   | Mecze  | Mecze     | Punkty  | Punkty   | Punkty  | Punkty bonusowe | Tabela punktowa |
| Pozycja | Zespół            | Rozegrane | Wygrane | Remisy | Przegrane | Zdobyte | Stracone | Różnica | Punkty bonusowe | Tabela punktowa |
| ------- | ----------------- | --------- | ------- | ------ | --------- | ------- | -------- | ------- | --------------- | --------------- |
| 1       | Australia         | 4         | 3       | 0      | 1         | 104     | 86       | +18     | 2               | 14              |
| 2       | Nowa Zelandia     | 4         | 2       | 0      | 2         | 127     | 117      | +10     | 4               | 12              |
| 3       | Południowa Afryka | 4         | 1       | 0      | 3         | 82      | 110      | -28     | 2               | 6               |

## Mecze
| 15 lipca 2000 | Australia                                                  | 35:39(24:24) | Nowa Zelandia                                                                         | Stadium Australia, Sydney Widzów: 109 878 Sędzia: André Watson |
| 15 lipca 2000 | Mortlock 20 (2P 2pd 2K) Latham 5 (P) Paul 5 (P) Roff 5 (P) | 35:39(24:24) | Mehrtens 14 (4pd 2K) Cullen 5 (P) Lomu 5 (P) Marshall 5 (P) Alatini 5 (P) Umaga 5 (P) | Stadium Australia, Sydney Widzów: 109 878 Sędzia: André Watson |

| 22 lipca 2000 | Nowa Zelandia                                  | 25:12(19:12) | Południowa Afryka                     | Lancaster Park, Christchurch Widzów: 49 000 Sędzia: Chris White |
| 22 lipca 2000 | Mehrtens 12 (dg 3K) Cullen 10 (2P) Brown 3 (K) | 25:12(19:12) | Montgomery 3 (dg) van Straaten 9 (3K) | Lancaster Park, Christchurch Widzów: 49 000 Sędzia: Chris White |

| 29 lipca 2000 | Australia                         | 26:6(19:6) | Południowa Afryka   | Stadium Australia, Sydney Widzów: 77 048 Sędzia: Ed Morrison |
| 29 lipca 2000 | Mortlock 21 (P 2pd 4K) Paul 5 (P) | 26:6(19:6) | van Straaten 6 (2K) | Stadium Australia, Sydney Widzów: 77 048 Sędzia: Ed Morrison |

| 5 sierpnia 2000 | Nowa Zelandia                       | 23:24(20:18) | Australia                                    | Westpac Stadium, Wellington Widzów: 36 500 Sędzia: Jonathan Kaplan |
| 5 sierpnia 2000 | Mehrtens 13 (2pd 3K) Cullen 10 (2P) | 23:24(20:18) | Mortlock 16 (P pd 3K) Eales 3 (K) Roff 5 (P) | Westpac Stadium, Wellington Widzów: 36 500 Sędzia: Jonathan Kaplan |

| 19 sierpnia 2000 | Południowa Afryka                                                                     | 46:40(33:27) | Nowa Zelandia                                        | Ellis Park, Johannesburg Widzów: 57 250 Sędzia: Andrew Cole |
| 19 sierpnia 2000 | van Straaten 16 (5pd 2K) Williams 5 (P) Fleck 10 (2P) Delport 5 (P) Swanepoel 10 (2P) | 46:40(33:27) | Mehrtens 20 (4pd dg 3K) Cullen 10 (2P) Umaga 10 (2P) | Ellis Park, Johannesburg Widzów: 57 250 Sędzia: Andrew Cole |

| 26 sierpnia 2000 | Południowa Afryka    | 18:19(6:13) | Australia                        | Kings Park Stadium, Durban Widzów: 52 000 Sędzia: Paul Honiss |
| 26 sierpnia 2000 | van Straaten 18 (6K) | 18:19(6:13) | Mortlock 14 (pd 4K) Latham 5 (P) | Kings Park Stadium, Durban Widzów: 52 000 Sędzia: Paul Honiss |